# Episodi di Reservation Dogs (terza stagione)
La terza stagione della serie televisiva Reservation Dogs, composta da 10 episodi, è stata resa disponibile, con cadenza settimanale, negli Stati Uniti dal 2 Agosto 2023 al 27 Settembre 2023.
In Italia la serie è stata resa interamente disponibile tramite la sezione Star su Disney+ il 29 Novembre 2023. 
| n° | Titolo originale     | Titolo italiano       | Prima TV USA      | Prima TV Italia  |
| -- | -------------------- | --------------------- | ----------------- | ---------------- |
| 1  | BUSSIN               | In autobus            | 2 Agosto 2023     | 29 Novembre 2023 |
| 2  | Maximus              | Maximus               | 2 Agosto 2023     | 29 Novembre 2023 |
| 3  | Deer Lady            | Deer Lady             | 9 Agosto 2023     | 29 Novembre 2023 |
| 4  | Friday               | Venerdì all'IHS       | 16 Agosto 2023    | 29 Novembre 2023 |
| 5  | House Made of Bongs  | La casa fatta di bong | 23 Agosto 2023    | 29 Novembre 2023 |
| 6  | Frankfurter Sandwich | Frankfurter Sandwich  | 30 Agosto 2023    | 29 Novembre 2023 |
| 7  | Wahoo!               | Wahoo!                | 6 Settembre 2023  | 29 Novembre 2023 |
| 8  | Send It              | L'interrogatorio      | 13 Settembre 2023 | 29 Novembre 2023 |
| 9  | Elora's Dad          | Il padre di Elora     | 20 Settembre 2023 | 29 Novembre 2023 |
| 10 | Dig                  | Scava                 | 27 Settembre 2023 | 29 Novembre 2023 |

## In autobus
- Titolo originale: BUSSIN
- Diretto da: Danis Goulet
- Scritto da: Sterlin Harjo & Dallas Goldtooth

## Maximus
- Titolo originale: Run
- Diretto da: Tazbah Chavez
- Scritto da: Tazbah Chavez

## Deer Lady
- Titolo originale: Deer Lady
- Diretto da: Danis Goulet
- Scritto da: Sterlin Harjo

## Venerdì all'IHS
- Titolo originale: Friday
- Diretto da: Tazbah Chavez
- Scritto da: Erica Tremblay

## La casa fatta di bong
- Titolo originale: House Made of Bongs
- Diretto da: Blackhorse Lowe
- Scritto da: Tommy Pico & Sterlin Harjo

## Frankfurter Sandwich
- Titolo originale: Frankfurter Sandwich
- Diretto da: Blackhorse Lowe
- Scritto da: Bobby Wilson & Sterlin Harjo

## Wahoo!
- Titolo originale: Wahoo!
- Diretto da: Kawennáhere Devery Jacobs
- Scritto da: Migizi Pensoneau

## L'interrogatorio
- Titolo originale: Send It
- Diretto da: Erica Tremblay
- Scritto da: Sterlin Harjo & Ryan RedCorn

## Il padre di Elora
- Titolo originale: Elora's Dad
- Diretto da: Sterlin Harjo
- Scritto da: Kawennáhere Devery Jacobs

## Scava
- Titolo originale: Dig
- Diretto da: Sterlin Harjo
- Scritto da: Chad Charlie & Sterlin Harjo